# Triangeln (stjärnbild)
För andra betydelser, se Triangeln.
Triangeln (Triangulum på latin) är en liten stjärnbild på norra stjärnhimlen. 
Konstellationen är en av de 88 moderna stjärnbilderna som erkänns av den Internationella Astronomiska Unionen.

## Historik
Triangeln var en av de 48 konstellationerna som listades av den grekiske astronomen Ptolemaios i hans samlingsverk Almagest.
När Johann Bayer och John Flamsteed katalogiserade stjärnbilden fick sex av stjärnorna Bayer-beteckning. Johann Bayer kallade konstellationen Triplicitas och Orbis terrarum tripertitus (för världsdelarna Europa, Asien och Afrika).
Triangulus Septentrionalis var ett namn som kom till användning för att särskilja konstellationen från Södra triangeln, som på latin har namnet Triangulum Australe.
Den polske astronomen Johannes Hevelius valde tre ljussvaga stjärnor – 6 Trianguli, 10 Trianguli och 12 Trianguli – för att skapa en nya stjärnbild Triangulum Minus (latin för Lilla triangeln) i sitt verk Firmamentum Sobiescianum, som utkom 1690. Han lät då den ursprungliga stjärnbilden få namnet Triangulum Majus (latin för Stora triangeln. Den mindre av dessa båda stjärnbilder beaktades inte när den Internationella Astronomiska Unionen på 1920-talet valde de 88 moderna stjärnbilderna.

## Stjärnor

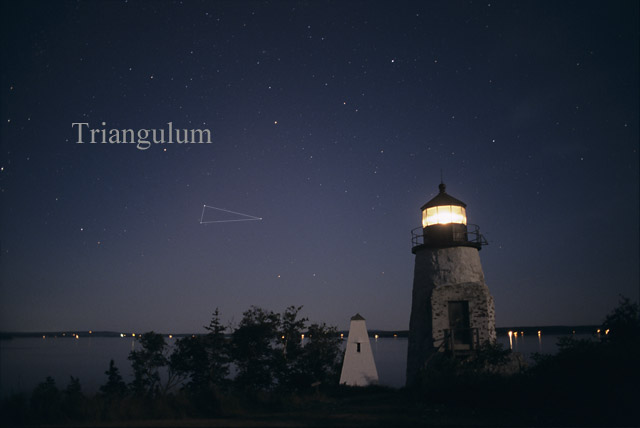
Stjärnbilden Triangeln (Triangulum) som den kan ses med blotta ögat.

Det här är de ljusaste stjärnorna i konstellationen.
- α - Alfa Trianguli (Caput Trianguli, Ras al Muthallah) med magnitud 3,42.
- β - Beta Trianguli är den ljusstarkaste stjärnan med magnitud 3,00.
- γ - Gamma Trianguli 4,01.
- δ - Delta Trianguli 4,865.
- ε - Epsilon Trianguli 5,50.
- ι - Jota Trianguli (6 Trianguli) 4,49.

## Djuprymdsobjekt

### Galaxer
- Triangelgalaxen (Messier 33 eller NGC 598) är en spiralgalax på 2,9 miljoner ljusårs avstånd, som ingår i den lokala galaxhopen.
- NGC 634 är en spiralgalax. En typ Ia-supernova, SN 2008a, fick här sitt utbrott i januari 2008.
- NGC 925 är också en spiralgalax.

### Nebulosor
- NGC 595 är en H II-region.
- NGC 604 är en emissionsnebulosa som är ungefär 1500 ljusår i diameter.